# Алмашко гробље
Алмашко гробље је једно од најлепших и историјски гледано, најзанимљивијих гробаља у Новом Саду. Налази се у градском језгру, на крају Кисачке и Улице Војислава Илића, на Тргу мира број 1. Површина му је 53 620 м². Претпоставља се да је на Алмашком гробљу сахрањено најмање 18.000 покојника. Осим намене сахрањивања ово старо новосадско гробље има карактер заштићеног комплекса и аутентичне амбијенталне вредности.

## Историјат
Алмашко гробље формирано је 1860. године када се, у односу на тадашњу градску урбану целину, налазило се на периферији. Развојем града гробље је окружено стамбеном и пословном зоном, па су неки гробови морали бити премештени. Просторне елементе гробља чине: гробна поља, капела, два приземна објекта на улазу, поплочане површине и зидана ограда око гробља.
Гробље је било у активној употреби до 1974. године, када је затворено за сахрањивање. Године 1997. проглашено је за Културно добро од великог значаја, у оквиру Просторна културно-историјска целина Гробља ван употребе. Ова целина обухвата Успенско, Алмашко, Јеврејско и Римокатоличко гробље. Сахрањивање је поново дозвољено 1992. године, али само за носиоце права на гробно место или гробницу. Конзерваторско-рестаураторски радови на Алмашком гробљу извођени су 1998, 2002 и 2004 године. У Генералном плану Новог Сада до 2005. године стара гробља су планирана као спомен-паркови које је потребно сачувати, заштитити и просторно-обликовно уредити.
Почетком 21. века Алмашко гробље неколико пута се нашло на мети вандала.

### Културно добро од великог значаја
Својим појединачним и укупним културно историјским вредностима ова Просторна културно-историјска целина представљају изузетан материјални траг и сведочанство социјално-класног, културног и друштвено-економског статуса грађана Новог Сада. Очувана у затеченом стању она истовремено представљају значајан извор података за проучавање историје етничког састава становништва, уметничке и занатске делатности, палеографије, језичких особености и других значајних момената везаних за историју, развој привреде и културе града. Појединачно и као целина архитектонских, ликовних, хортикултурних и амбијенталних вредности ова гробља су саставни део градитељског и културног наслеђа Новог Сада.
У оквиру целине утврђена су споменичка својства за преко стотину надгробних споменика знаменитих културних, јавних, политичких личности и грађана Новог Сада. На Алмашком гробљу налази се Тридесет надгробних споменика са гробним местима истакнутих политичких, културних и јавних радника, проглашених за Споменике културе. Посебно је занимљив споменик др Јовану Андрејевићу, постављен уз сам зид Алмашке капеле.

## Алмашка капела
На Алмашком гробљу налази се Храм светих апостола Петра и Павла, мали храм, гробљанска капела, не већа од монументалне гробнице. У овој освећеној капели се служе литургије и узносе молитве за покојне, али се у њој такође налази и крипта у којој су сахрањени ктитор капеле Епископ бачки Платон Атанацковић и његов син Василије Атанацковић, рођени брат Епископа Платона, Јован Атанацковић и поред њих Епископ бачки Герман Опачић. Да је капела и монументална гробница, сведоче не само архитектура храма, њен иконостас и зидно сликарство високе уметничке вредности већ и биографија ктитора епископа бачког Платона Атанацковића, чији је рад по свему био монументалног карактера и један од темеља српског духовног, просветног и културног развоја новијег доба.

## Знамените личности сахрањене на Алмашком гробљу
Осим личности сахрањених у крипти, на Алмашком гробљу сахрањен је великог броја знаменитих Новосађана, културних и научних радника, лекара, професора, инжењера, уметника, као и угледних грађана из трговачког, занатлијског и сељачког сталежа. Између осталих на алмашком гробљу сахрањени су: Павле Симић, академски сликар, Милан Савић, дугогодишњи секретар Матице српске и уредник часописа Летопис Матице српске,Проф.дp Александар Сандић,Ђока Мијатовић, један од првих социјалиста Војводине, Димитрије и Драгиња Ружић, глумци, Арса Пајевић, новосадски књижар, штампар и издавач, Антоније Тона Хаџић, писац, управник Српског народног позоришта, секретар Матице српске, Исидор Бајић, композитор, Лаза Телечки, глумац и редитељ, Миша Димитријевић, политичар, публициста, главни уредник часописа Браник, Коста Хаџи, правник, оснивач ФК Војводина, Марко Нешић, композитор и хоровођа, Светислав Стефановић Буца, глумац, Жарко Васиљевић, књижевник, Коча Васиљевић, глумац, Теодор Мандић, правни писац и политички радник, Милан Матејић, глумац, Софија Вујић, глумица Паја Поповић, глумац, Илија Огњановић Абуказем, књижевник и лекар, Арсеније Ћирић, председник Задруге Срба занатлија, Јован Андрејевић, књижевник и лекар, Милан Јовановић Баба, професор и преводилац, Јован Туроман, професор, Каменко Суботић, писац и вишегодишњи секретар Матице српске, Димитрије Кириловић, професор, Владимир Деметровић, градоначелник Новог Сада, Илија Вучетић, правник и публициста, Милан Табаковић, архитекта, Милка Марковић, глумица и прва српска редитељка и други...

## Фото галерија
- Алмашко гробље и Храм светих апостола Петра и Павла
- Стари споменици
- Надгробни споменици Лазе Телечког и Софије Вујић
- Надгробни споменик Милана Јовановића
- Надгробни споменик Антонија Хаџића

## напомене
1. ↑  Што значи да само сродници умрлих лица која већ почивају на овом гробљу, и то брачни другови, сродници по крви у првој линији закључно са четвртим степеном сродства, као и брачни другови ових лица су могли бити сахрањени на Алмашком гробљу.